# Gonzalo Pérez Gudiel
Gonzalo Pérez Gudiel (Toledo, 1238 ou 1239 – Roma, 7 de novembro de 1299) foi um teólogo, jurista e cardeal castelhano da Igreja Católica, que foi arcebispo de Toledo e bispo de Albano. 

## Vida inicial
Designado como Gonzalo García Gudiel desde o início do século XVI, seu sobrenome verdadeiro é encontrado na documentação moçárabe de Toledo, que o reconhece como Pétrez. Gonzalo era o terceiro filho de uma família moçárabe de Toledo composta por onze irmãos. Seus pais eram o prefeito de Toledo Pedro Juanes e sua esposa, Teresa Juanes Ponce.
Do lado de seu pai, ele descendia da linhagem moçárabe de Yahya Abu Zaid ben Harits, zalmedina de Toledo em 1115. Os descendentes desta família ocuparam altos cargos na administração de Toledo nos séculos XII e XIII, especialmente dentro da comunidade moçárabe que era governada por lei própria. Do lado materno, ela era descendente de Pedro de Tolosa, uma família de francos estabelecida em Toledo desde o início do século XII. Pedro de Tolosa era um alcaíde ou capitão das milícias de Toledo.
Seus pais moravam em uma casa na collación de San Nicolás, um pouco acima da igreja de Cristo de la Luz.
Enquanto aprendia as primeiras letras numa escola da cidade, provavelmente ligada a uma paróquia moçárabe, despertou nele a vocação para a igreja. Em muitas escolas, as crianças de famílias moçárabes aprendiam a gramática árabe, que não era muito estranha para elas, já que em suas famílias falavam essa língua. Mais tarde, ele aprendeu gramática latina. Além disso, ele conhecia a língua coloquial, que era o romance castelhano, que só chegaria à categoria de linguagem literária alguns anos depois, com Alfonso X. De posse das três línguas faladas na mesma cidade, ele tinha as chaves para acessar o conhecimento de quase tudo o que poderia ser registrado oralmente ou por escrito em sua época, com exceção do hebraico, a língua da minoria judaica da cidade.
Pérez Gudiel foi selecionado junto com outros clérigos para fazer parte da comitiva do infante Sancho de Castela – filho de Fernando III – quando este foi eleito arcebispo de Toledo e enviado à Universidade de Paris em 1251. Com o apoio do jovem príncipe arcebispo, ele obteve um cargo de cônego em Toledo antes de 1255, cuja renda certamente serviu para pagar seus estudos em Paris, onde estudou artes ou filosofia até se tornar professor. Ele então obteve uma licença para seguir carreira em direito civil na Universidade de Pádua por cinco anos, onde provavelmente ocupou o cargo de reitor por um tempo. Nessa época, ele já havia obtido o arquidiácono de Moya em Cuenca e pouco depois o decanato de Toledo. O Papa Urbano IV nomeou-o seu capelão. Em Pádua, ele ocupou o cargo de reitor com grande sucesso e produziu novos estatutos para aquela Universidade.
Finalmente, estudou teologia por três anos na Studium generale Curial, que na época era estabelecido em Orvieto, onde Tomás de Aquino também vivia na época como leitor de teologia no convento dominicano. No final de seus estudos, retornou a Toledo, onde renunciou ao decanato e obteve o cargo de arquidiácono de Toledo.
Alfonso X o cooptou para seus próprios planos. O Reino de Múrcia passou por um intenso repovoamento a partir de meados de 1266. De acordo com o livro do Repartimiento, a terceira e quarta fases desta delicada operação foram confiadas a Gil García de Azagra, ao Mestre Gonzalo Gudiel, arquidiácono de Toledo, e ao Mestre Jacobo de Junta, responsável das Leis.
Era sua responsabilidade distribuir as terras e assentar a população cristã nelas, e nessas tarefas ele esteve ocupado até 1270. Neste ano, o rei concedeu-lhe o mais alto notário do Reino de Castela. Mas, no fundo, o que ele queria era associá-lo mais intensamente aos seus planos científicos: históricos, jurídicos e científicos. O assunto em que Gonzalo alcançou uma competência notória foi o direito civil. É sabido que o rei teve o cuidado de atribuir a si mesmo a autoria completa de suas obras, sem sequer revelar os nomes de seus assistentes e conselheiros.

## Episcopado
Gonzalo Pérez foi nomeado bispo de Cuenca, quando ainda era o arquidiácono de Moya. Esta diocese foi extremamente empobrecida por causas internas e externas, como quase todas as do Reino castelhano. Foi eleito por compromisso em 4 de março de 1273 e consagrado bispo na Catedral de Cuenca em 22 de outubro do mesmo ano, fazendo uma promessa de obediência ao arcebispo de Toledo.
Diante dos problemas econômicos da Sé, o novo bispo quis fazer uma distinção clara entre seus bens pessoais e os rendimentos de Cuenca. Muito pouco se sabe de suas atividades episcopais em Cuenca, onde quase não residiu e onde seu pontificado durou pouco mais de dois anos, mas como bispo de Cuenca ele participou pessoalmente do Segundo Concílio de Lyon, em 1274.
Em 1275 foi transferido de Cuenca para a Sé de Burgos, mas essa mudança não afetou muito sua situação pessoal, pois continuou ligado à Corte Real como notário. Quase não há documentação de sua ação episcopal em Burgos. A partir da segunda metade de 1277 esteve ausente não só de Burgos, mas também de Castela, residindo na corte romana. Esta estadia está relacionada com a eleição de Fernando Rodríguez de Covarrubias como arcebispo de Toledo, realizada no início de 1276 com o conhecimento do rei. O eleito de Toledo permaneceu por cinco anos como tal, porque não havia como a cúria romana confirmá-lo e conceder-lhe o pálio arquiepiscopal. Deve ter havido algum impedimento canônico sério, do qual Dom Gonzalo Gudiel talvez tenha se tornado um porta-voz. Fernando de Covarrubias renunciou ao arcebispado de Toledo e Gudiel foi transferido para Toledo pelo Papa em 3 de maio de 1280.

## Primaz da Espanha
Gonzalo não retornou imediatamente a Toledo, permanecendo na cúria romana por mais quatro anos, os dois primeiros anos em Viterbo e Orvieto e depois se mudando para o sul da França, provavelmente para evitar optar pelo legítimo rei Alfonso X ou pelo príncipe Sancho, que se levantara contra seu pai em uma verdadeira guerra civil. Durante esses anos, ele nem sempre foi capaz de viver com a renda que vinha de Toledo, mas também com o crédito dos banqueiros.
Assim, constituía uma enorme dívida que pesou sobre ele pelo resto de sua vida. Ele passou por grandes dificuldades, não só econômicas, mas também por parte dos Papas. Finalmente, ele voltou a Toledo quando já estava por resolver o conflito pela morte natural de Alfonso X.
Assim, iniciou uma política de aproximação com o novo rei Sancho IV, com quem manteve relações pessoais e institucionais de grande cordialidade. Sancho IV havia se casado na Catedral de Toledo, também foi proclamado rei lá e finalmente teve seu enterro em um lugar que o arcebispo e o reitor procuraram pessoalmente para ele atrás da capela-mor. Todo o seu reinado foi apoiado pela Igreja de Toledo em suas reivindicações de dispensa canônica para seu casamento com Maria de Molina, sua parente próxima, e após sua morte na legitimação de seu sucessor, Fernando IV. Não é de estranhar que Sancho IV tenha distinguido Gonzalo Pérez com os cargos de chanceler dos Reinos de Castela, Leão e Andaluzia. Além disso, ele mostrou sua gratidão com uma infinidade de doações para a construção da Catedral e para a liberdade do estado eclesiástico.
Em sua atuação como prelado de Toledo, Gonzalo mostrou um excelente espírito reformista. Ao mesmo tempo em que conseguiu obter para seu clero o reconhecimento de uma ampla gama de privilégios, exigiu deles uma conduta de acordo com seu ministério. Ele estava perfeitamente informado da situação pessoal de cada um de seus clérigos através dos arciprestes. Uma das ordenanças mais importantes que ele deu durante sua administração foi a chamada "Ordenação na Celebração dos Coroados" em 1294. Os coroados constituíam a ampla classe clerical daqueles que eram tonsurados, mas dentro deles havia um grupo muito grande que se estabilizava na tonsura para a vida, casava-se e vivia a vida civil. Enquanto muitos deles eram uma ajuda valiosa para a igreja como salmistas, mestres, sacristãos e cantores, havia outros que viviam de forma desgarrada, buscando apenas desfrutar dos privilégios e isenções do clero e, assim, desacreditando a todos. O arcebispo especificou definitivamente quem eram e em que condições os "coroados" que mantinham os direitos e deveres em termos de títulos e em termos de privilégios.
Muito mais importante ainda era o plano para a reforma do clero urbano de Toledo. Havia vinte e seis paróquias na cidade, vinte latinas e seis moçárabes. Em cada um deles, benefícios eclesiásticos foram criados para a manutenção do clero. Havia rações inteiras, meias rações e até um quarto de ração, dependendo da renda que geravam. A consequência imediata é que a renda dos clérigos era muito díspar e havia desconforto entre eles por esse motivo. O arcebispo agiu sobre o assunto e emitiu uma portaria em 1285, que se baseava no respeito aos direitos adquiridos, mas que a longo prazo consistia em amortizar os lucros aos mais pobres. Ao mesmo tempo, os benefícios que estavam livres estavam se acumulando para os clérigos menos talentosos. Isso levou a uma redução no clero paroquial latino e no clero moçárabe. Desta forma, a inflação e o subproletariado clerical que vivia mal nas paróquias foram eliminados ao mesmo tempo.
A portaria também continha um mandato categórico para o clero moçárabe observar seus ritos peculiares nas celebrações e educar os candidatos nas escolas de acordo com suas próprias regras. O arranjo levou à recuperação da liturgia moçárabe e à reativação dos Códices Litúrgicos Visigóticos, cujas últimas cópias datam de cerca do ano 1300.
O Papa Nicolau IV o nomeou pregador da Cruzada e ordenou-lhe que convocasse um concílio provincial, que nunca foi celebrado.
Atenção especial foi direcionada para a formação do clero. Gonzalo obteve de Sancho IV a autorização para criar um Studium generale em Alcalá de Henares, que foi concedida em 1293, embora não tenha prosperado devido às condições da época. A grande multidão de códices que Gonzalo colecionou ao longo de sua vida provavelmente se destinava a essa fundação. Nenhum eclesiástico na Espanha, ou provavelmente na cristandade europeia, conseguiu acumular em todo o século XIII uma coleção tão alta em número e qualidade quanto ele. Muitos sobreviveram e estão na Biblioteca do Capítulo de Toledo. Sua preocupação com a alta cultura é demonstrada no fato de que ele era o único personagem, além do rei, que mantinha às suas próprias custas um centro ativo de traduções do árabe em uma propriedade que possuía nos arredores de Toledo, entre as quais se destaca a do tratado de Averróis, De Substantia Orbis.
A morte de seu amigo Sancho IV (1295) introduziu elementos de instabilidade na vida política do Reino. Em 1296, o novo Papa Bonifácio VIII o chamou a Roma para explicar sua conduta em relação à eleição do bispo de Palência, frei Munio Zamora.

## Cardinalato
Foi criado cardeal pelo Papa Bonifácio VIII no Consistório de 4 de dezembro de 1298, recebendo o título de cardeal-bispo de Albano.
Morreu em 7 de novembro de 1299, em Roma. Foi enterrado na Basílica de Santa Maria Maior em um belo cenotáfio gótico de Giovanni de Cosma, de influência bizantina, que está preservado. Em 1303, seus restos mortais foram levados para Toledo pelo arquidiácono Ferrant Martínez, autor do Livro do Cavaleiro Zifar, e repousam diante do altar Santa María la Blanca, no Coro da Catedral Metropolitana de Toledo.